# Journey into Mystery
Journey into Mystery (рус. Путешествие в тайну) — американская серия комиксов, публикацией которой занималось издательство Atlas Comics, а позже — Marvel Comics. В рамках серии выходили сюжеты в жанре хоррор, а впоследствии — научная фантастика. С началом Серебряного века комиксов серия стала дебютной для нескольких известных персонажей вселенной Marvel, таких, как Тор, который появился в выпуске #83 и создан Стэном Ли на основе бога грома из германо-скандинавской мифологии.

## История публикаций

### Том 1
Изначально в 1950-х годах, серия Journey into Mystery представляла собой антологию рассказов в жанре хоррор и фэнтези и публиковалась компанией Atlas Comics — предшественницей Marvel Comics. В выпуске #83 в августе 1962 года в серии появился супергерой Тор, основой для которого стал мифологический бог грома с тем же именем. К тому времени жанровая составляющая серии изменилась с хорроров на научную фантастику, и практически большей частью рассказывала о приключениях Тора и других персонажей, которые были введены. В октябре 1963 года стал выпускаться спин-офф серии — Tales of Asgard, который продлился всего десять выпусков до июня 1964 года, когда объём одного выпуска серии увеличился с 13 до 18 страниц. В то же время был изменён логотип серии и её название поменялось на Journey into Mystery with the Mighty Thor. Заключительный, 125-й выпуск тома вышел в феврале 1966 года, после чего серия снова изменила название, оставив только Mighty Thor со своим логотипом и торговой маркой, а несколькими выпусками позже — просто Thor, что связано с вопросом авторских прав. В 1965 году был выпущен ежегодник.

### Том 2
Второй том Journey into Mystery включает в себя 19 выпусков и публиковался с октября 1972 по октябрь 1975 года. Серия стала одной из четырёх запущенных серий под руководством тогдашнего редактора Marvel Comics Роя Томаса, который планировал публиковать сюжеты в жанре научной фантастики и сюжетно связывать их с другими сериями похожего жанра, как например Chamber of Darkness и Tower of Shadows. С выпуска #4 издательство начало выпускать ещё несколько серий: Chamber of Chills (ноябрь 1972), Supernatural Thrillers (декабрь 1972) и Worlds Unknown (май 1973). С выпуска #6 серия начала перекликаться с другими объёмными сериями Marvel, такими как Amazing Adult Fantasy, Strange Tales, Strange Worlds и Tales to Astonish, которые стали дебютными для других известных персонажей, таких как Человек-паук и Железный человек.

### Том 3
Как следствие кроссовера «Heroes Reborn» в 1997 году, Тор перестал появляться в собственной серии комиксов и снова стал персонажем Journey into Mystery, нумерация которой началась с выпуска #503. Серия продолжалась вплоть до сюжетной линии «Lost Gods», а затем закончилась выпуском Journey into Mystery #521 в 1998 году.

### Том 4
Нумерация четвёртого тома началась с #622 в июне 2011 года и снова стала рассказывать о приключениях персонажей планетоида Асгарда. Авторами серии стали Писатель Кирон Гиллен и художник Даг Брейнуайт. На этот раз главным героем стал Локи, который перевоплотился в ребёнка. Серия частично переплетается с кроссовером «Fear Itself», а в выпусках #627 и 628 появится демон Мефисто в качестве одного из центральных персонажей.